# Itapoá
Itapoá là một đô thị thuộc bang Santa Catarina, Brasil. Đô thị này có diện tích 257,158 km², dân số năm 2007 là 10719 người, mật độ 48,3 người/km².